# 青木保 (文化人類学者)
青木 保（あおき たもつ、1938年10月30日 - ）は、日本の文化人類学者、元文化庁長官。大阪大学名誉教授、前国立新美術館館長。

## 経歴
1938年東京府生まれ。1962年上智大学文学部独文科卒業、東京大学教養学部入学。1964年東京大学教養学部卒業。1967年、同大学大学院社会学研究科文化人類学専攻修士課程修了。東京大学東洋文化研究所助手、立教大学文学部助教授を経て、大阪大学人間科学部教授。1994年に学位論文『儀礼の象徴論的研究：儀礼の基礎論を目指して』を大阪大学に提出して博士 (人間科学)の学位を取得。1996年、東京大学先端科学技術研究センター教授となった。1999年からは政策研究大学院大学教授、2005年からは法政大学企画・戦略本部特任教授、2006年からは早稲田大学 アジア研究機構アジア研究所 教授 。この間にハーバード大学客員教授等も務めた。2007年4月から2009年7月まで、18代目の文化庁長官を務めた。民間出身者としては、4人目の長官であった。青山学院大学特任教授、国立大学法人一橋大学経営協議会委員兼学長選考会議委員等も歴任。2012年から2019年まで、国立新美術館館長を務めた。

### 委員
- 文化庁文化審議会副会長、文化政策部会長
- 日本ユネスコ国内委員会委員
- 日本民族学会 会長[9]。
- サントリー学芸賞思想・歴史部門選考委員
- 公益財団法人日本国際フォーラム参与[10]、政策委員[11]
- 国立大学法人一橋大学経営協議会委員

## 受賞・栄典
- 1985年：『儀礼の象徴性』でサントリー学芸賞
- 1990年：『「日本文化論」の変容』で吉野作造賞
- 2000年： 紫綬褒章[1]
- 2020年： 瑞宝重光章[12]

## 研究内容・業績
- 専門は文化人類学。東南アジアの宗教をはじめ、異文化の本質を探ることを研究テーマとしている。例えば、タイの僧院で修行した体験は『タイの僧院にて』(1976年)にまとめられている。

## 著書
単著
- 『タイの僧院にて』中央公論社 1976
  - 中公文庫 1979年
  - 青土社 2021年
- 『沈黙の文化を訪ねて』日本経済新聞社 1976
  - 中公文庫 1982年
- 『文化の翻訳』東京大学出版会 1978
  - 新装版 2012年
- 『儀礼の象徴性』岩波書店 1984
  - 岩波現代文庫 2006年
  - 中国語版『仪礼的象征性』中國社会科学出版社 2017年[13]
- 『御岳巡礼―現代の神と人』筑摩書房 1985
  - 講談社学術文庫 1994年
- 『異文化遊泳』新曜社 1985
- 『境界の時間―日常性をこえるもの』岩波書店 1985
- 『カルチャー・マス・カルチャー』中央公論社 1985
- 『文化の否定性』中央公論社 1988
- 『「日本文化論」の変容―戦後日本の文化とアイデンティティー』中央公論社 1990
  - 中公文庫 1999年
  - 中国語版『日本文化论的变迁』中国青年出版社（英語版） 2008[14]
- 『逆光のオリエンタリズム』岩波書店 1998
- 『アジア・ジレンマ』中央公論新社 1999
- 『憩いのロビーで 旅のやすらぎ、ホテルとの出会い』日本経済新聞社 2000
- 『異文化理解』岩波新書 2001
  - 中国語版『异文化理解』中国青年出版社 2008
- 『多文化世界』岩波新書 2003
  - 中国語版『多文化世界』中国青年出版社 2008
- 『作家は移動する』新書館 2010
- 『「文化力」の時代：21世紀のアジアと日本』岩波書店 2011
- 『エドワード・ホッパー 静寂と距離』青土社 2019

編著
- 『聖地スリランカ 生きた仏教の儀礼と実践』日本放送出版協会 1985
- 『ホテルからアジアが見える』海竜社 2001

共編著
- （青野聰対談）『地球の尻尾を掴む―文化人類学講義』（朝日出版社レクチャーブックス 1984年）
- （黒田悦子）『儀礼―文化と形式的行動』（東京大学出版会 1988年）
- （佐和隆光・中村雄二郎・松井孝典）『21世紀問題群ブックス（全24巻）』（岩波書店 1995年-1996年）
- （内堀基光・梶原景昭・小松和彦・清水昭俊・中林伸浩・福井勝義・船曳建夫・山下晋司）『岩波講座文化人類学（全13巻）』（岩波書店 1996年-1998年）
- （佐伯啓思）『「アジア的価値」とは何か』（TBSブリタニカ 1998年）
- （梶原景昭）『情報化とアジア・イメージ』（東京大学出版会 1999年）
- （川本三郎・筒井清忠・御厨貴・山折哲雄）『近代日本文化論（全10巻）』（岩波書店 1999年-2000年）
- （姜尚中・小杉泰・坂元ひろ子・莫邦富・山室信一・吉見俊哉・四方田犬彦）『アジア新世紀（全8巻）』（岩波書店 2002年-2003年）

訳書
- 『反抗の原初形態 千年王国主義と社会運動』エリック・J・ホブズボーム著、編訳、中公新書 1971
- 『部族民』(現代文化人類学 5) マーシャル・D・サーリンズ著、鹿島研究所出版会 1972
- 『人類学再考』エドマンド・リーチ著、井上兼行共訳、思索社 1974
- 『文化とコミュニケーション：構造人類学入門』エドマンド・リーチ著、宮坂敬造共訳、紀伊國屋書店 1981